# Kaci Kullmann Five
Karin Cecilie (Kaci) Kullmann Five (ur. 13 kwietnia 1951 w Oslo, zm. 19 lutego 2017 tamże) – norweska polityk, politolog i przedsiębiorca, przewodnicząca Partii Konserwatywnej, deputowana oraz minister, członkini, a w latach 2015–2017 przewodnicząca Norweskiego Komitetu Noblowskiego.

## Życiorys
W 1981 ukończyła nauki polityczne na Uniwersytecie w Oslo, krótko pracowała w zawodzie konsultanta. Zaangażowała się w działalność konserwatystów, w latach 1977–1979 kierowała jej organizacją młodzieżową (Unge Høyres Landsforbund), od 1982 pełniła funkcję wiceprzewodniczącego (od 1984 do 1988 pierwszego wiceprzewodniczącego). W 1988 po śmierci Rolfa Presthusa pełniła obowiązki przewodniczącego ugrupowania. Od 1991 do 1994 stała na czele Partii Konserwatywnej. Od 1975 do 1981 zasiadała w radzie miejskiej w Bærum. W latach 1977–1981 była zastępcą poselskim. W 1981 uzyskała mandat deputowanej do Stortingu, który sprawowała przez cztery kadencje do 1997, reprezentując okręg wyborczy Akershus. Od października 1989 do listopada 1990 była ministrem ds. handlu i statków w rządzie, którym kierował Jan P. Syse.
W drugiej połowie lat 90. wycofała się z działalności politycznej. Została dyrektorem zarządzającym w holdingu Aker RGI. Powoływana również w skład organów nadzorczych m.in. przedsiębiorstwa Statoil.
W 2003 powołana w skład Norweskiego Komitetu Noblowskiego, była jego wiceprzewodniczącą, a w 2015 została przewodniczącą tej instytucji.